# Недобитко Олександр Вікторович
Олекса́ндр Ві́кторович Недобитко — старший лейтенант Збройних сил України, учасник російсько-української війни 2014—2017.
Начальник розвідки — командир взводу штабу, 15-й окремий гірсько-піхотний батальйон, 128-ма окрема механізована бригада. З листопада 2014-го по 24 лютого 2015 року перебував у зоні проведення бойових дій на території Донецької області. Здійснював проведення розвідки противника та місцевості в районі його відповідальності. Проводив контрдиверсійні заходи, евакуйовував поранений особовий склад, надавав першу медичну допомогу.

## Нагороди
За особисту мужність, сумлінне та бездоганне служіння Українському народові, зразкове виконання військового обов'язку відзначений — нагороджений
- 10 жовтня 2015 року — орденом «За мужність» III ступеня.